# Fəridə Əzizova
Fəridə Şıxəmməd qızı Əzizova (auch Farida Azizova; * 6. Juni 1995 im Bezirk Qusar) ist eine aserbaidschanische Taekwondoin. Sie startet in der Gewichtsklasse bis 67 Kilogramm.
Əzizova kam mit sieben Jahren zum Taekwondo, trainiert wird sie heute von Sung Mi-rark. Im Jahr 2008 feierte sie mit dem Gewinn der Bronzemedaille bei der Juniorenweltmeisterschaft in Izmir ihren ersten internationalen Erfolg. Im folgenden Jahr konnte sie auch bei der Junioreneuropameisterschaft in Trelleborg eine Bronzemedaille erringen. Ihre ersten internationalen Titelkämpfe im Erwachsenenbereich bestritt sie bei der Weltmeisterschaft 2011 in Gyeongju, schied jedoch nach ihrem Auftaktkampf aus. Bei der Europameisterschaft 2012 in Manchester zog sie ins Achtelfinale ein.
Im Jahr 2011 erreichte Əzizova beim internationalen Olympiaqualifikationsturnier in Baku in der Gewichtsklasse bis 67 Kilogramm überraschend das Finale und qualifizierte sich für die Olympischen Spiele 2012 in London.
Bei der Eröffnungsfeier der Olympischen Spiele in Tokio 2020 am 23. Juli 2021 war sie, gemeinsam mit dem Judoka Rüstəm Orucov, die Fahnenträgerin der aserbaidschanischen Olympiamannschaft.